# Wateringse Veld
Wateringse Veld is een woonwijk in de gemeente Den Haag. Tussen 1996 en 2012 werden er in de vroegere Wateringse Veldpolders 7500 woningen gebouwd. Wateringse Veld is een van de drie Haagse Vinex-locaties.
Het behoort tot het stadsdeel Escamp in de voormalige Eskamppolder en grenst aan de wijken Bouwlust en Vrederust en Morgenstond.
Wateringse Veld ligt op een gebied dat oorspronkelijk bij de gemeente Wateringen hoorde en voornamelijk voor glastuinbouw gebruikt werd. In 1994 is het gebied door Den Haag geannexeerd. De wijk bestaat uit de buurten Erasmus Veld, Hoge Veld, Parkbuurt Oosteinde, Lage Veld en Zonne Veld.
Archeologische opgravingen toonden aan dat het gebied al in de Romeinse tijd bewoond was. In 1997 werden tegelijkertijd vier Romeinse mijlpalen uit de 2e en 3e eeuw n.Chr. opgegraven.

## Fotogalerij

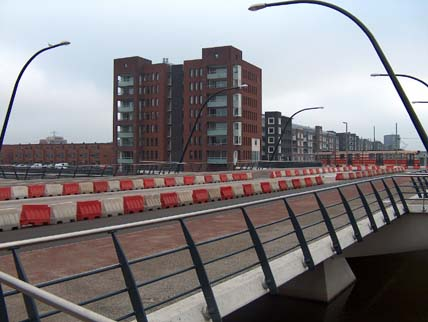
Laan van Wateringse Veld
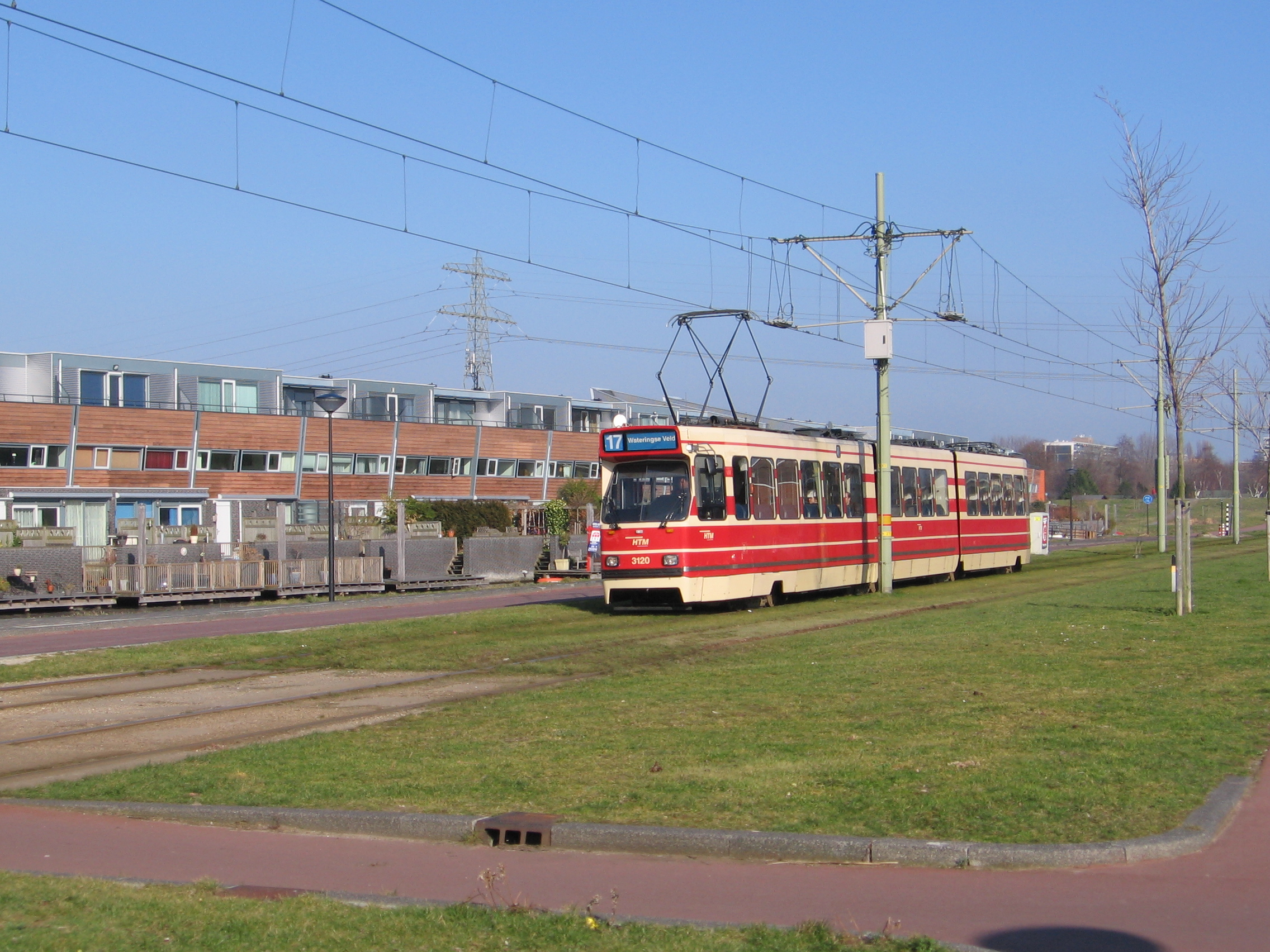
Tramlijn 17 in Wateringse Veld
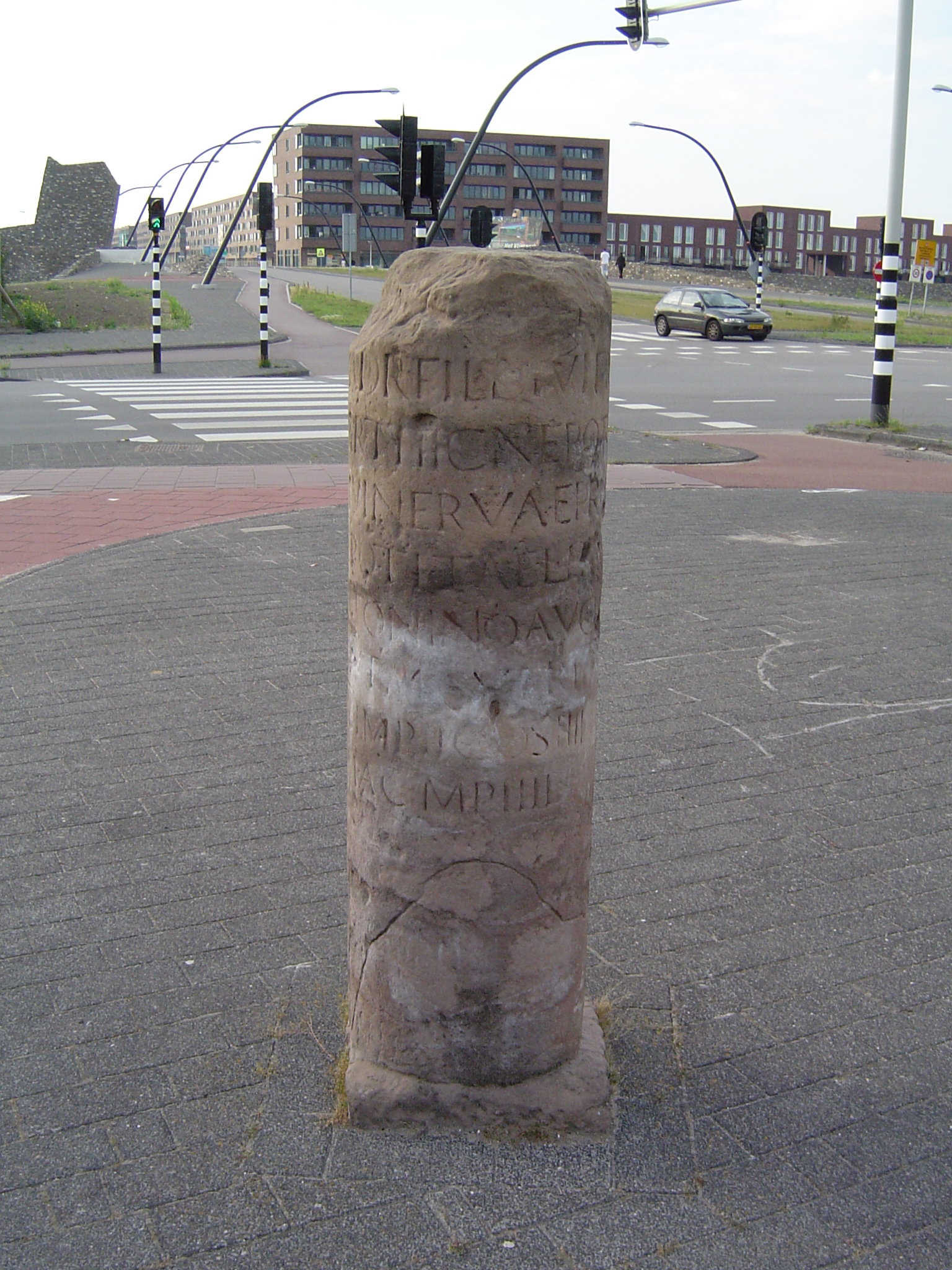
Replica van een Romeinse mijlpaal, gevonden in het Wateringse Veld
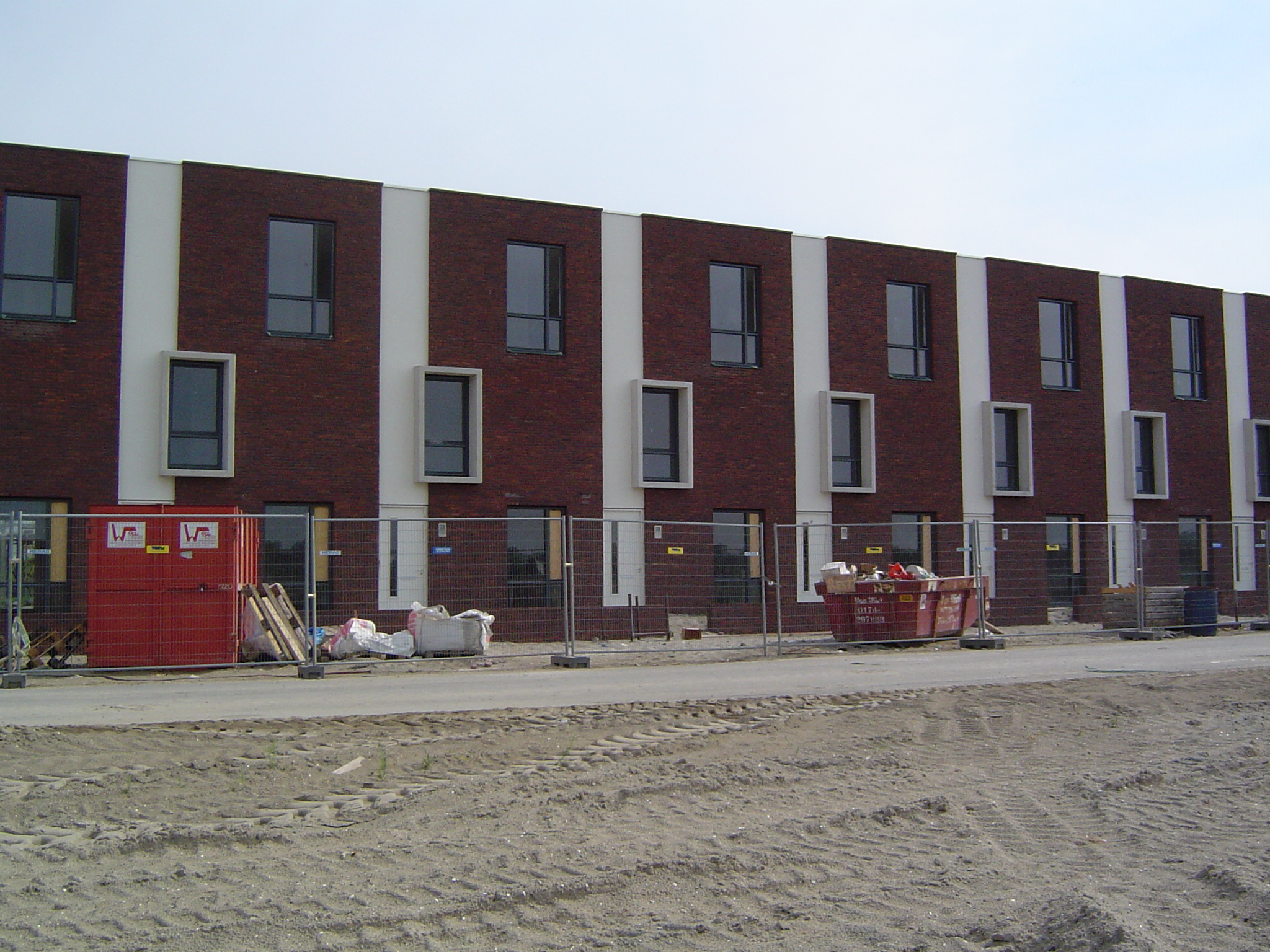
Los Angelesstraat, woningen in de buurt Hoge Veld

## Tramlijnen
In 1999 bereikte de eerste tram, lijn 17, het gebied. Op de Laan van Wateringse veld bij de Praagsingel was de tijdelijke keerlus. In 2007 verdween lijn 17 en de keerlus van deze laan en ging lijn 17 doorrijden naar het huidige eindpunt, dat nét in Wateringen ligt. Lijn 16 werd vanuit Moerwijk verlengd in 2007, nam het deel op de Laan van Wateringse veld over, en kreeg hetzelfde eindpunt als lijn 17 nu heeft. Zodoende heeft Wateringen voor het eerst in de geschiedenis tramlijnen, al komen ze niet in het oude dorp.Aangezien Wateringen bij gemeente Westland hoort, zijn dit tevens de eerste elektrische tramlijnen in Westland.